# 颉干迦斯
颉干迦斯（?—?），又作颉于迦斯，原音应为ilugasi，义为采邑主权者。回鹘汗国贵族、重臣，武义成功可汗时宰相。
长寿天亲可汗时擢升颉干迦斯为相。781年，代长寿天亲可汗接见唐朝册立使源休。忠贞可汗多逻斯时常领兵在外，与吐蕃相争战。789年，吐蕃率三葛禄、白眼突厥兵攻打北庭（今新疆吉木萨尔）时，唐朝驻守北庭大都护杨袭古求救于回鹘，颉干迦斯率兵与吐蕃作战。790年，为吐蕃败于碛口，北庭失守。六月，返归牙庭，辅佐忠贞可汗。791年，颉干迦斯与杨袭古相约再攻吐蕃，欲收复北庭，以壮卒数万出征，被吐蕃恩兰·达扎路恭所败，死伤大半。于是在西州谋杀北庭节度使杨袭古及其余众。葛逻禄攻取深图川时，颉干迦斯迁部落南避。后回纥可汗弟杀兄自立，次相率国人纵杀篡逆者，改立忠贞可汗之子奉诚可汗。颉干迦斯在忠贞可汗、奉诚可汗两朝任大将大相，执掌朝权。